# 阿恩迪帕拉耶姆
阿恩迪帕拉耶姆（Andipalayam），是印度泰米尔纳德邦Coimbatore县的一个城镇。总人口5471（2001年）。

## 人口
该地2001年总人口5471人，其中男性2834人，女性2637人；0—6岁人口623人，其中男315人，女308人；识字率65.76%，其中男性为74.24%，女性为56.66%。